# لاين ماكنزي
لاين ماكنزي (بالإنجليزية: Iain McKenzie)‏ هو سياسي بريطاني، ولد في 4 أبريل 1959 في المملكة المتحدة. حزبياً، نشط في حزب العمال. في 2011 Inverclyde by-election ‏، انتخب عضو برلمان المملكة المتحدة الـ55 عن دائرة إنفيركلايد وقد انضم خلال فترته النيابية ‏ (1 يوليو 2011 – 30 مارس 2015) للكتلة البرلمانية حزب العمال.